# ISO 4
ISO 4は、雑誌等の逐次刊行物のタイトルの省略形に関する統一システムについて定めた国際標準である。規格のタイトルは"Information and documentation – Rules for the abbreviation of title words and titles of publications"（情報およびドキュメンテーション－表題語句の短縮規則及び出版物の表題）である。
国際標準化機構(ISO)は、ISSN国際センターをISO 4の登録機関として任命している。この機関は、逐次刊行物のタイトルの省略形のリスト(LTWA: List of Title Word Abbreviations)を維持管理している。2021年4月現在で、LTWAの最新版は1997年にリリースされた第3版である。
ISO 4の主な用途は、LTWAを使用して科学雑誌のタイトルを短縮することである。例えば、"Journal of Biological Chemistry"は"J. Biol. Chem."、"Journal of Polymer Science Part A"は"J. Polym. Sci. A"と略される（大文字・小文字の使い分けについては、ISO 4では規定されていない）。ISO 4では、「終止符は略語を示すためにのみ使用されなければならない。句読点の使用が制限される場合には、略語から終止符を省略することができる。」（4.6節）と規定されている。
初版(ISO 4:1972)は1972年に公開され、2版(ISO 4:1984)が1984年に、3版(ISO 4:1997)が1997年に公開された。